# Albino Slug
Albino Slug è il ventiduesimo album in studio del chitarrista statunitense Buckethead, pubblicato il 17 settembre 2008 dalla Hatboxghost Music.

## Il disco
La prima traccia dell'album, The Redeem Team, appartiene al numeroso gruppo di brani dedicati da Buckethead al mondo della pallacanestro (come ad esempio Jordan). Si tratta di un chiaro riferimento alla Nazionale di pallacanestro degli Stati Uniti d'America, che pochi mesi prima della pubblicazione dell'album vinse l'Oro Olimpico a Pechino.
Il 18 marzo 2009 il disco fu pubblicato sull'iTunes Store e contiene una versione estesa del brano di chiusura, Forgotten Trail, il quale presenta un assolo di 7 minuti. Nel 2017 Buckethead ha rivelato la pubblicazione in vinile dell'album, prevista per il 15 novembre e provvista di titolo e copertina differenti dall'edizione originaria.

## Tracce
Musiche di Buckethead e Dan Monti.
1. The Redeem Team – 5:01
2. Siege Engine – 8:11
3. Pink Eye – 3:23
4. Dawn at the Deuce – 4:17
5. Flee Flicker – 2:33
6. Symmetrical Slug – 2:50
7. The Bight of Benin – 1:36
8. Fear of Salt – 2:55
9. Spooner Arks – 2:42
10. Electric Bell Blanket – 0:54
11. Tide Pools – 2:43
12. Shell Substitutions – 1:50
13. Forgotten Trail – 1:06

## Formazione
- Buckethead – chitarra
- Travis Dickerson – chitarra
- Dan Monti – basso, missaggio[1]

## Date di pubblicazione
| Paese | Data              | Formati           |
| ----- | ----------------- | ----------------- |
| Mondo | 17 settembre 2008 | CD                |
| Mondo | 1º dicembre 2008  | CD                |
| Mondo | 18 marzo 2009     | Download digitale |